# Plisa (dopływ Berezyny)
Plisa (biał. Плиса) – rzeka o długości 64 km w środkowej Białorusi, dopływ Berezyny (zlewisko Morza Czarnego).